# Benedek Gábor (építész)
Benedek Gábor (Budapest, 1938. október 12. – München, 2019. június 27.) magyar építész, karikaturista.

## Életpályája
1958–1960 között a Budapesti Műszaki Egyetemen tanult. 1960 óta Nyugat-Németországban élt. 1961–1967 között a Müncheni Műszaki Egyetemen folytatott tanulmányokat, ahol 1967-ben diplomázott. 1967–1970 között Hans-Busso von Busse és Kurt Ackermann irodáiban dolgozott. 1970-ben megalapította saját építészeti irodáját Münchenben.
Az építészet mellett 1967-től a Süddeutsche Zeitung karikaturistája, munkái más lapokban, így a Kölner Stadtanzeiger, Hannoverische Allgemeine, Der Spiegel, Die Zeit, Die Weltwoche is megjelentek. Sajtókarikatúrái legtöbbször aktuális politikai témát dolgoznak fel.
1973-ban megházasodott, házasságából két fia született.

## Épületei
- 1980: BMW adminisztráció Dingolfing (N. Koch)
- 1984: Augsburg Közép Épület Egyetem (Hagen, Koch, Uhlmann)
- 1986-1993: IKEA bútorüzletek Echingben, Leipzigben és Chemnitzben 1986-1993
- 1988: Gyártási lehetőségek Staatliches Hofbräuhaus München-Riemben (K. Bachmannnál)
- 1992: Postbank a Bayerstrasse München-ben (N. Koch)
- 1992: Post AG München és Neuperlach távközlési adatközpontja (N. Koch)
- 1995: Lakóépület Oskar-Maria-Graf-Straße a Puchheim-Bahnhof közelében Münchenben
- 1995: Hotel és Konferencia Központ Salzburg Alpenstrassén (K. Uhlmann)
- 2001: EPCOS félvezető gyár Szombathelyen
- 2002: Heckscher Klinika Rosenheimben
- 2004: Lakossági komplexum Panzerwiese West Münchenben
- 2006: Hotel La Maison Münchenben
- 2008: lakóépület Ackermannbogen délkeletre Münchenben

## Művei
- Dashes, (Heyne) 1980
- Építési hatóság, (Hugendubel) 1982
- A Liberalissimus, (dél-német kiadó) 1988
- Zaster és vice, (Stiebner) 2000

## Kiállításai
- Német Werkbund, (München, 1981)
- Osztrák Kulturális Politika Társaság (Bécs, 1983)
- Kunstverein (Augsburg, 1984)
- Építész Kamara (Budapest, 1984)
- Német Építészeti Múzeum (Frankfurt, 1984)
- Építészeti galéria a Weissenhofban (Stuttgart, 1984)
- Goethe-Institut (Genova, 1985)
- Építészek kamara (Mainz, 1986)
- Építészeti Galéria (München, 1988)
- Galéria a városházán (München, 1991)
- Seidlvilla (München, 1995)
- Német Építészeti Központ (Berlin, 1998)
- Városi Képtár (Neuburg, 2001)
- Bajor Építész Kamara (München, 2004)
- Építészeti galéria (München, 2007)
- Katolikus Akadémia (München, 2011)
- Olaf Gulbransson Múzeum (Tegernsee, 2014)

## Díjai
- BDA díj Bavaria, 1981
- Német Építészeti Díj (tiszteletreméltó megemlítés), 1981
- A holland karikatúra fesztivál arany tollja, 1985
- Bajor Építészeti Díj, 2013

## Fordítás
- Ez a szócikk részben vagy egészben  a   Gabor Benedek című német Wikipédia-szócikk ezen változatának fordításán alapul.  Az eredeti cikk szerkesztőit annak laptörténete sorolja fel. Ez a jelzés csupán a megfogalmazás eredetét és a szerzői jogokat jelzi, nem szolgál a cikkben szereplő információk forrásmegjelöléseként.